# Pompstation Den Blieklaan
Pompstation Den Blieklaan is een gemeentelijk monument aan de Den Blieklaan 1 in Soest in de provincie Utrecht. 
Het waterpompstation werd in 1929 gebouwd door de Arnhemsche Waterleiding-Maatschappij, een toenmalig dochterbedrijf van de Utrechtsche Waterleiding Maatschappij. Het bakstenen gebouw bestaat uit een aantal in elkaar geschoven blokvormige delen van diverse grootte. De rand onder de dakgoot is bepleisterd. De vensters hebben een stalen roedenverdeling. Op de verdieping zijn laddervensters gebruikt